# Mereheadita
La mereheadita és un mineral de la classe dels halurs. Rep el seu nom de la pedrera Torr Works, també coneguda com a Merehead, a Somerset, on va ser descoberta.

## Característiques
La mereheadita és un halur de fórmula química Pb47Cl25(OH)13O24(CO₃)(BO₃)₂. Va ser aprovada com a espècie vàlida per l'Associació Mineralògica Internacional l'any 1998. Cristal·litza en el sistema monoclínic. La seva duresa a l'escala de Mohs és 3,5. És un mineral relacionat amb la symesita.
Segons la classificació de Nickel-Strunz, la mereheadita pertany a «03.DC - Oxihalurs, hidroxihalurs i halurs amb doble enllaç, amb Pb (As,Sb,Bi), sense Cu» juntament amb els següents minerals: laurionita, paralaurionita, fiedlerita, penfieldita, laurelita, bismoclita, daubreeïta, matlockita, rorisita, zavaritskita, zhangpeishanita, nadorita, perita, aravaipaïta, calcioaravaipaïta, thorikosita, blixita, pinalita, symesita, ecdemita, heliofil·lita, mendipita, damaraïta, onoratoïta, cotunnita, pseudocotunnita i barstowita.

## Formació i jaciments
Va ser descoberta a la pedrera Torr Works, a la localitat de Cranmore, al comtat de Somerset, a Anglaterra, Regne Unit. També ha estat descrita a la mina Wesley, a la localitat anglesa de Westbury on Trym, al comtat de Bristol; a la mina Kunibert, a Brilon, a l'estat de Rin del Nord-Westfàlia, Alemanya; i a la mina Clara, a la localitat de Wolfach, a l'estat de Baden-Württemberg, també a Alemanya.